# Römisch-katholische Kirche in Sri Lanka
Die römisch-katholische Kirche in Sri Lanka vertritt mit 7 % Bevölkerungsanteil auf Sri Lanka eine Minderheit.

## Geschichte
Am 15. November 1505 verschlug es eine portugiesische Flotte unter dem Kommando von Lourenço de Almeida durch einen Sturm an die Küste von Sri Lanka. Mit Erlaubnis des Königs von Kotte, Dharma Parakramabahu IX. errichtete de Almeida bei Colombo einen Handelsstützpunkt und eine kleine Kapelle, die dem Heiligen Laurentius gewidmet war.  Der Flottenkaplan Franziskanerbruder Vicente feierte darauf die erste katholische Messe auf Sri Lankas Boden. Im Laufe der nächsten Jahrhunderte breiteten portugiesische, niederländische und irische Missionare die Religion auf der Insel, vor allem an der westlichen und nordwestlichen Küste, weiter aus. In einigen der dortigen Orte bilden  Katholiken die Hälfte der Bevölkerung.
Sri Lanka und der Heilige Stuhl unterhalten volle diplomatische Beziehungen. Apostolischer Nuntius in Sri Lanka war zuletzt bis April 2025 Erzbischof Brian Udaigwe.

## Die Bistümer
- Erzbistum Colombo
  - Bistum Anuradhapura
  - Bistum Badulla
  - Bistum Chilaw
  - Bistum Galle
  - Bistum Jaffna
  - Bistum Kandy
  - Bistum Kurunegala
  - Bistum Mannar
  - Bistum Ratnapura
  - Bistum Trincomalee
  - Bistum Batticaloa